# Árnafjørður
Árnafjørður – wieś na Wyspach Owczych, w gminie Klaksvík, na wyspie Borðoy. Liczba ludności wynosi obecnie (I 2015 r.) 54 osoby. Kod pocztowy miasta Árnafjørður to FO 727.

## Demografia
Według danych Urzędu Statystycznego (I 2015 r.) jest 71. co do wielkości miejscowością Wysp Owczych.